# Сходження від абстрактного до конкретного
Метод сходження від абстрактного до конкретного — це теоретичний метод наукового пізнання, заснований на послідовному переході від абстрактного до конкретного знання в процесі реконструкції розвитку об'єкта дослідження.
Застосовується як у суспільних, так і природничих науках. У всіх випадках при його застосуванні дослідник спочатку знаходить головний зв'язок об'єкта, що вивчається, а потім, крок за кроком простежуючи, як він видозмінюється в різних умовах, відкриває нові зв'язки, встановлює їх взаємодії і таким шляхом відображає у всій повноті сутність досліджуваного об'єкта.